# Blå moskén, Tabriz
Denna artikel handlar om Blå moskén i Tabriz i Iran. För andra moskéer med samma namn, se Blå moskén.

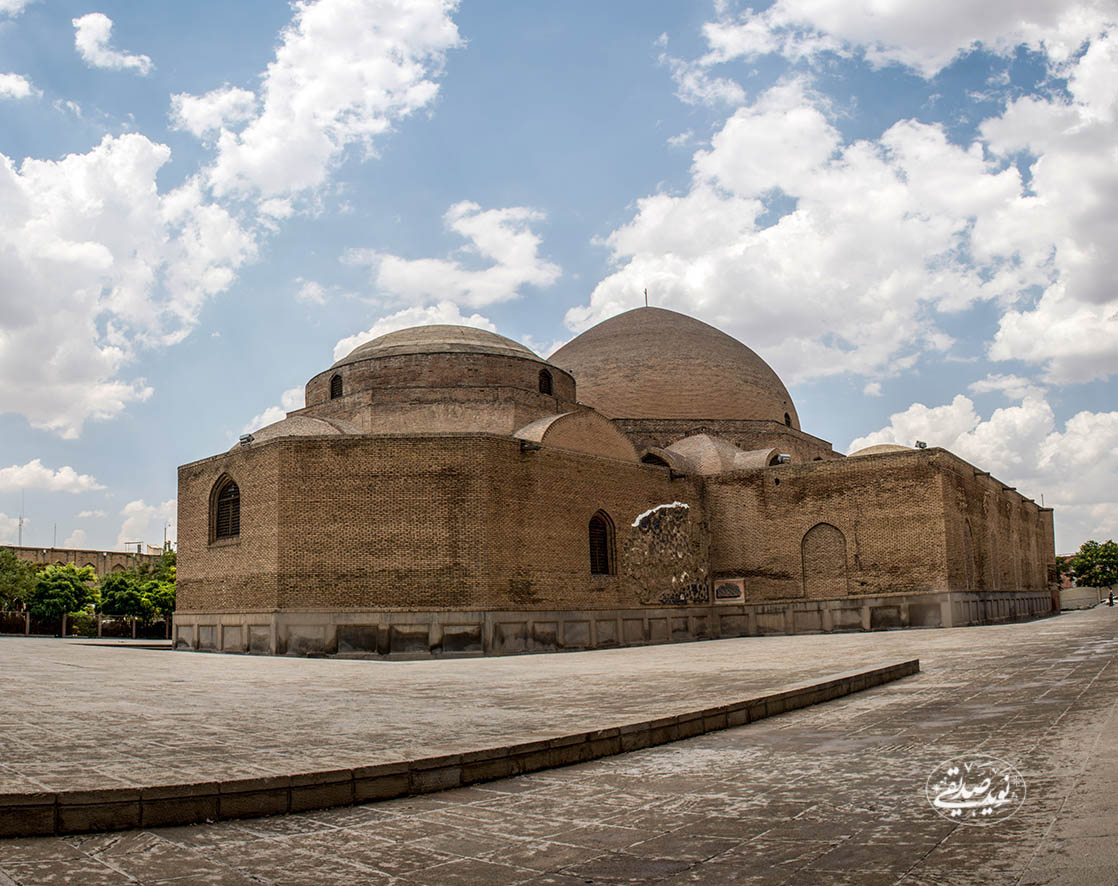
Blå moskén

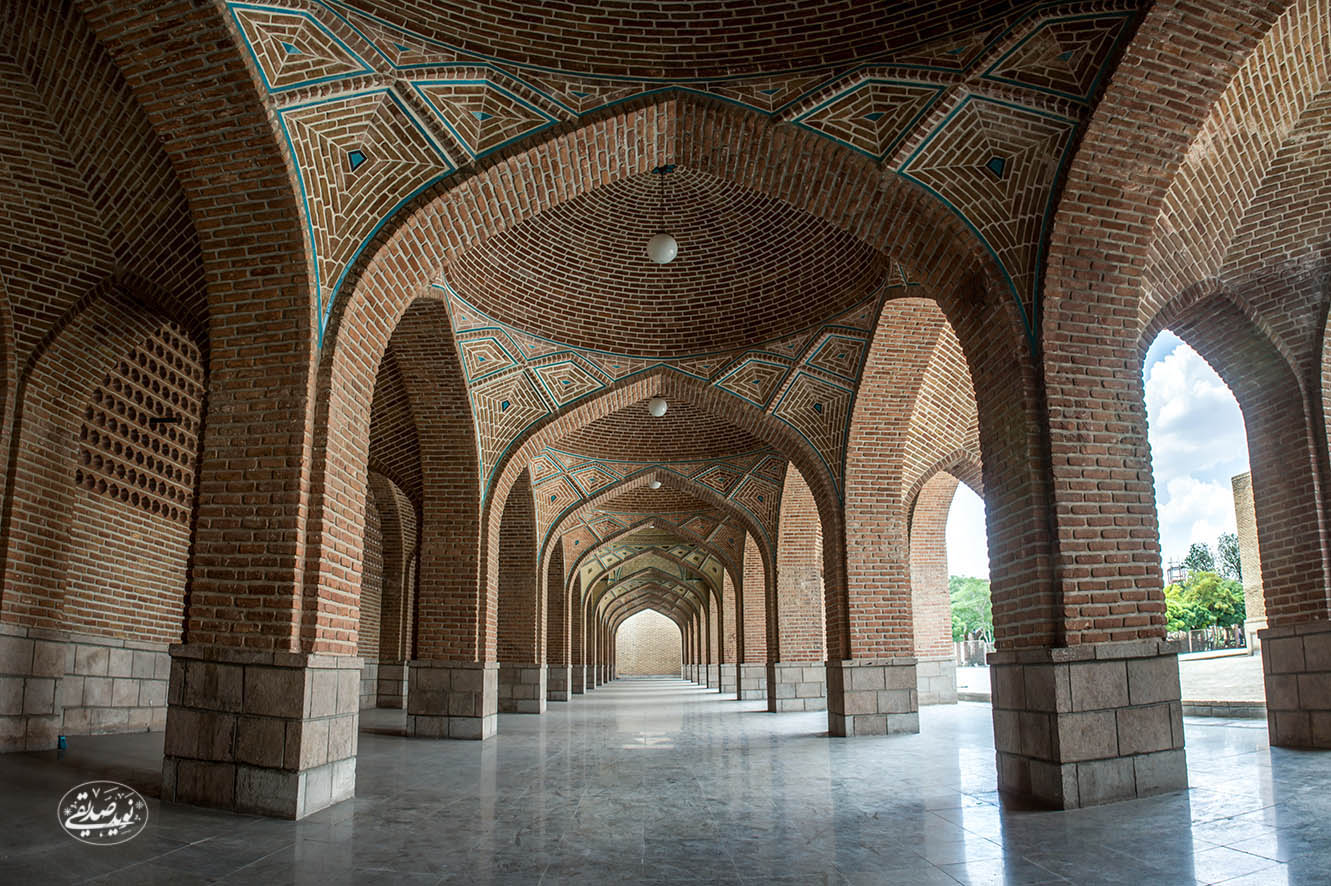
Korridorer med valv

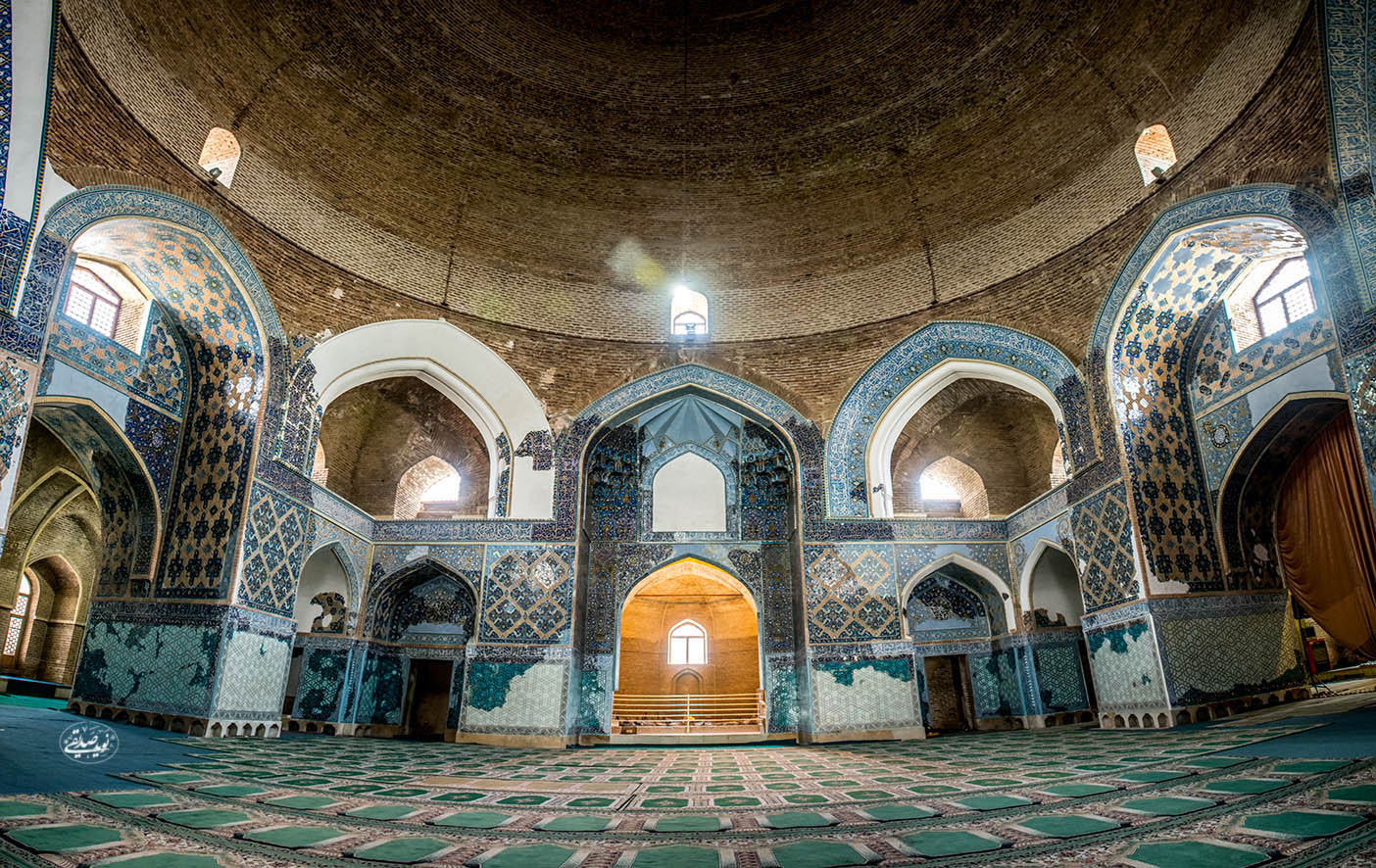
Stora hallen

Blå moskén är en moskébyggnad  i Tabriz i provinsen Östazarbaijan i Iran, som uppfördes 1465. Moskén skadades allvarligt i en jordbävning 1780, som bara lämnade  ingångshallen intakt. 
Blå moskén uppfördes på direktiv av Jahan Shah, som var härskare av Kara Koyunlu. Hans maka, Khatun Jan Begum (död 1469), inrättade den fond som möjliggjorde byggandet, men endast några få år senare störtades härskarparet och erövrades Tabriz av Uzun Hassan från Ak Koyunlu. Jahan Shah's dotter Saleha Khatun fick tillåtelse av de nya härskarna att övervaka det fortsatta byggnadsarbetet.  Kupolen till mausoleet och huvuddelen av byggnaden slutfördes under Yaqub bin Uzun Hasans regim.
Planen för Blå moskén liknar den från moskén i Van från 1385–1400: en stor sal under en dom, omgiven av tre portiker i U-form.
Mausoleet färdigställdes aldrig, eftersom safaviderna erövrade Tabriz och gjorde staden till huvudstad i sitt välde, men Blå moskén blev moské för de nya härskarna under första hälften av 1500-talet efter det att safaviderna besegrats vid Slaget om Chaldiran av osmanerna, som plundrade moskén. Åtminstone åtta persiska mattor stals av turkarna och fördes till Istanbul. 
Flera jordbävningar skadade sedan byggnaden under 1500-, 1600- och 1700-talen. Den allvarligaste jordbävningen inträffade 1780, och under 1800-talet tog tabrizborna byggnadsmaterial från ruinerna. Under 1900-talets Pahlavidynastin började 1973 ett återuppbyggande av moskén.
Blå moskén har av Iran nominerades 2007 som kandidat till att bli världsarv.

## Bildgalleri

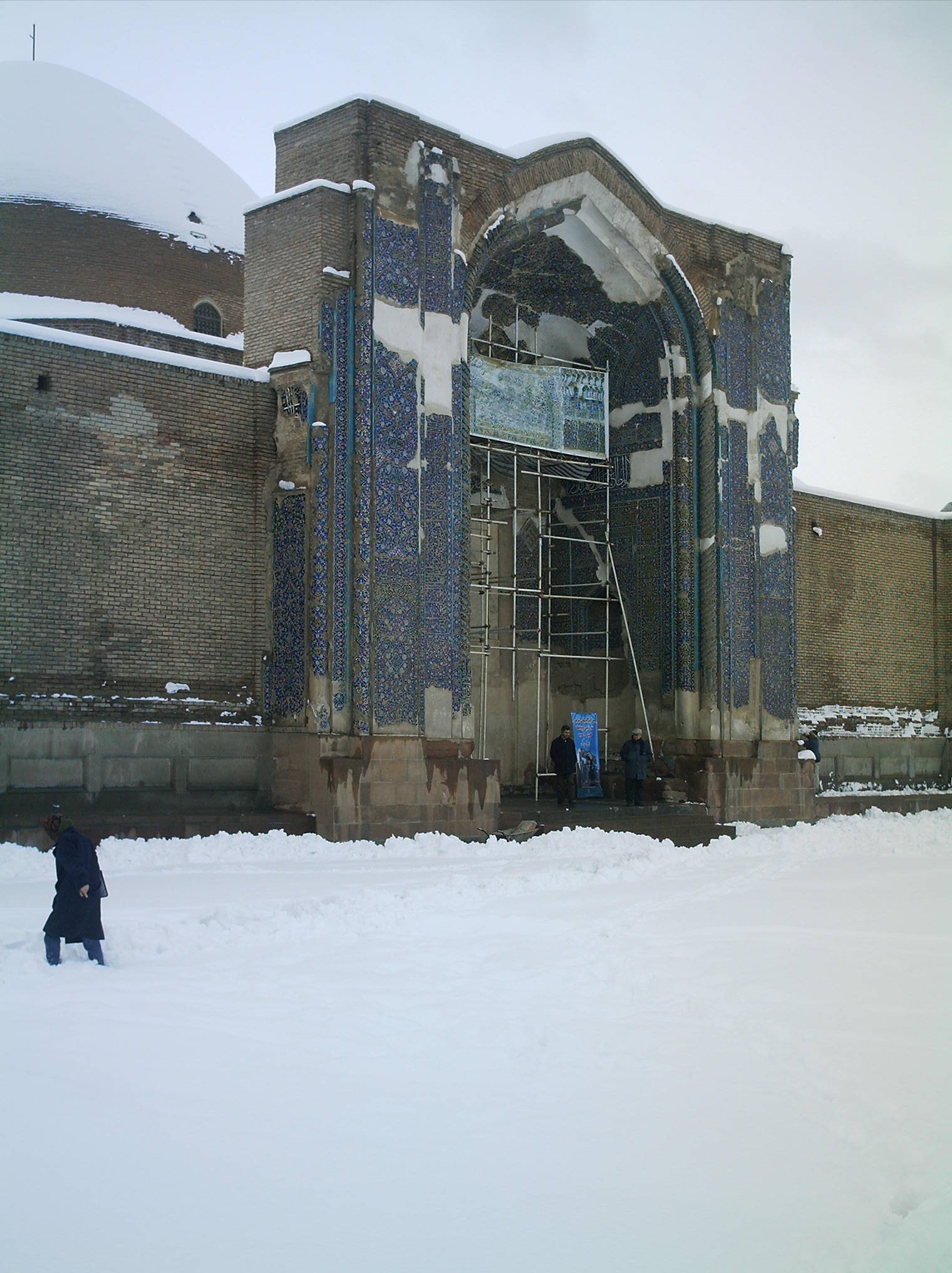
Entrén
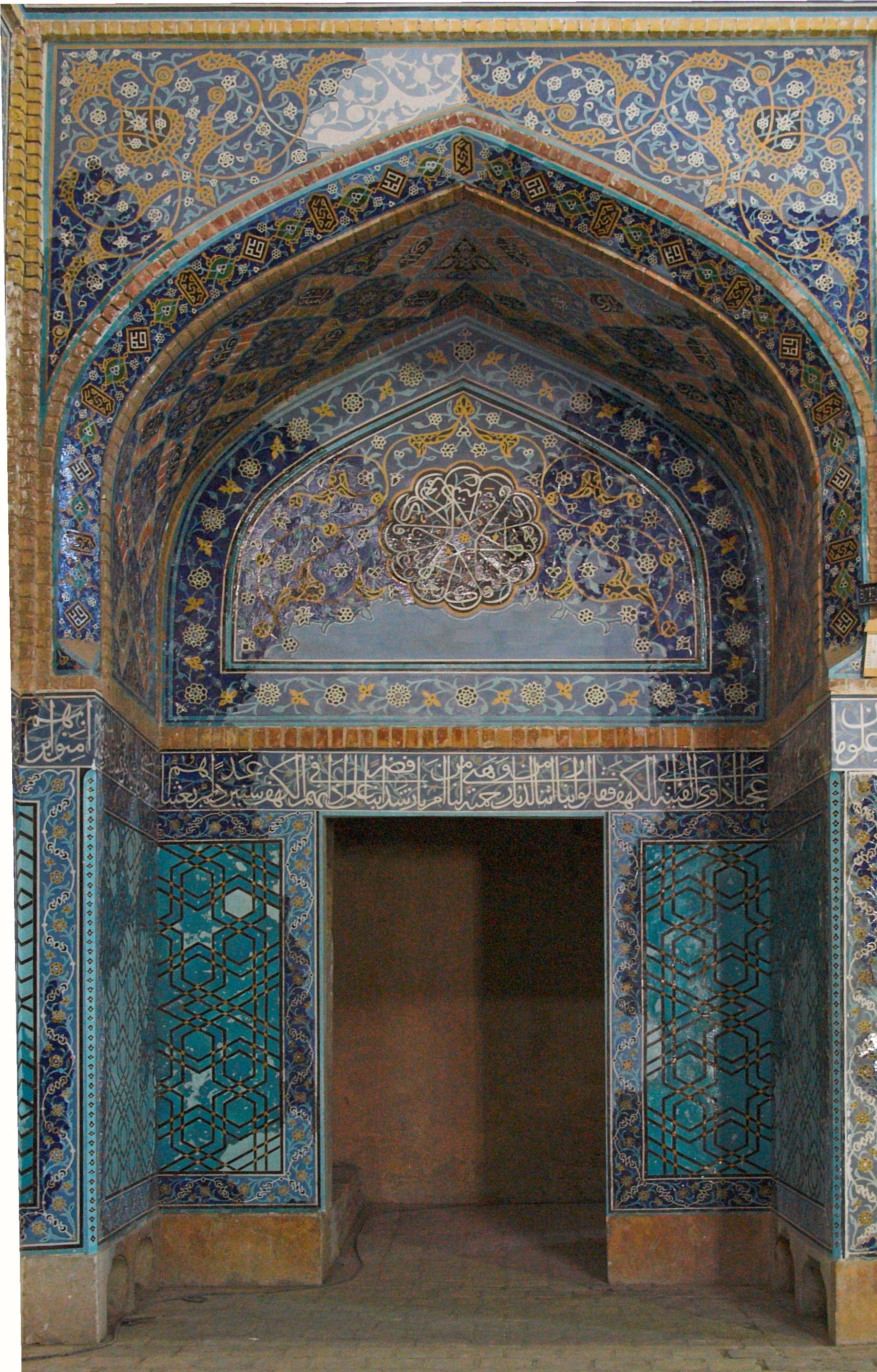
Innerdörr
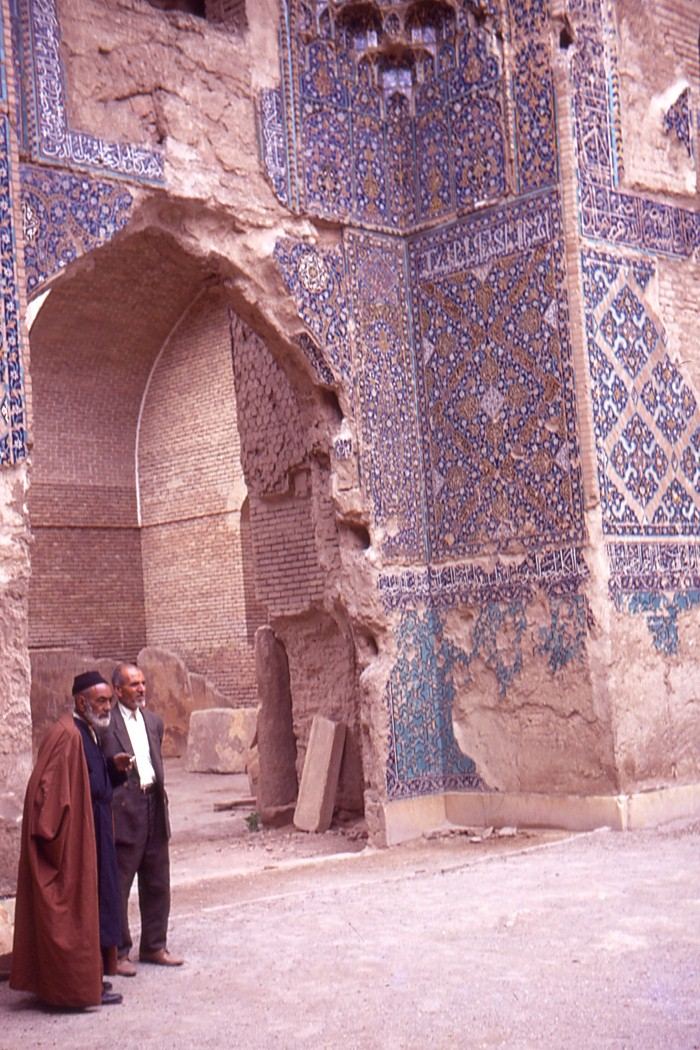
Blå moskén 1969
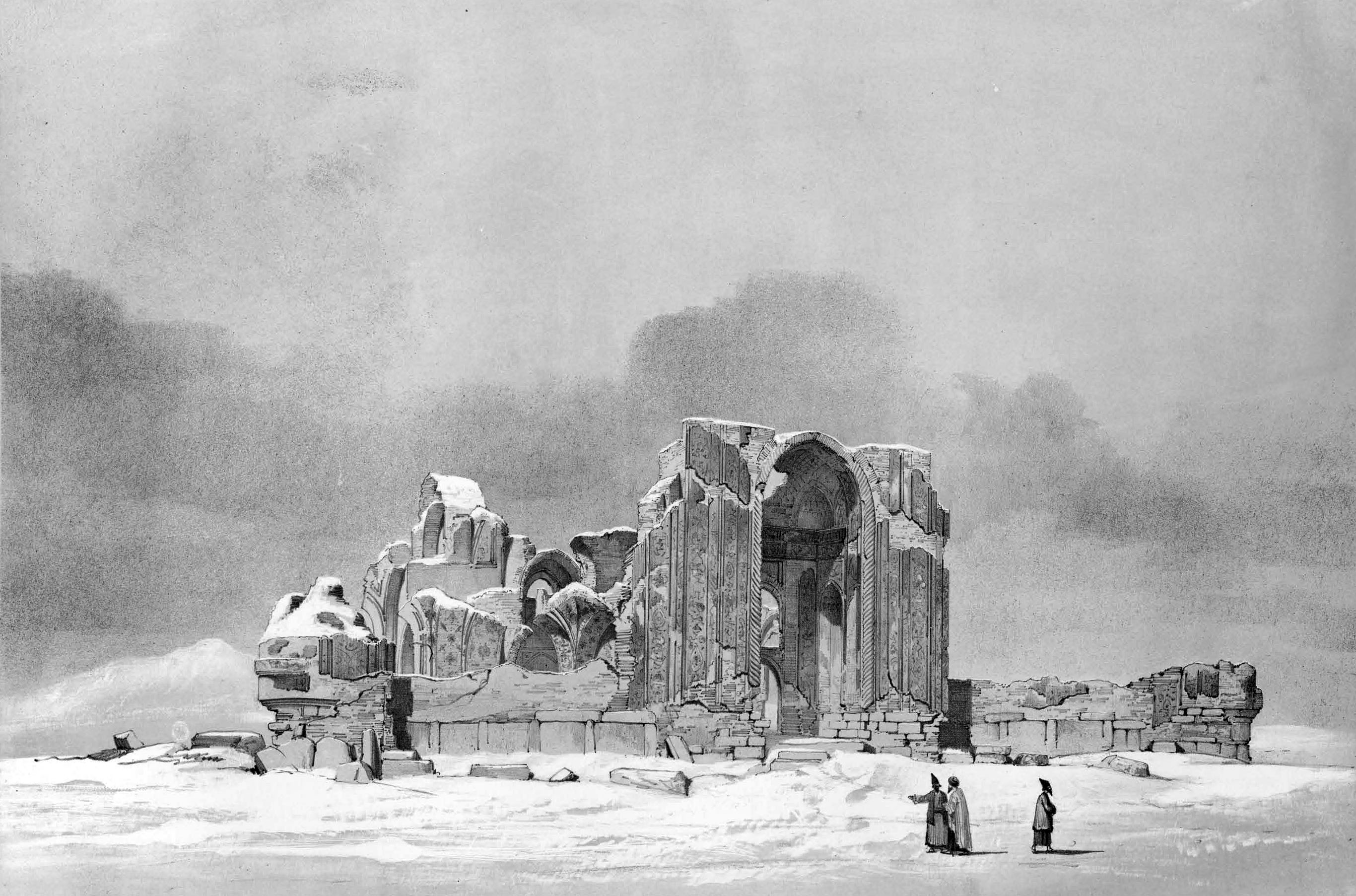
Blå moskéruinen, grafik av Eugène Flandin 1841
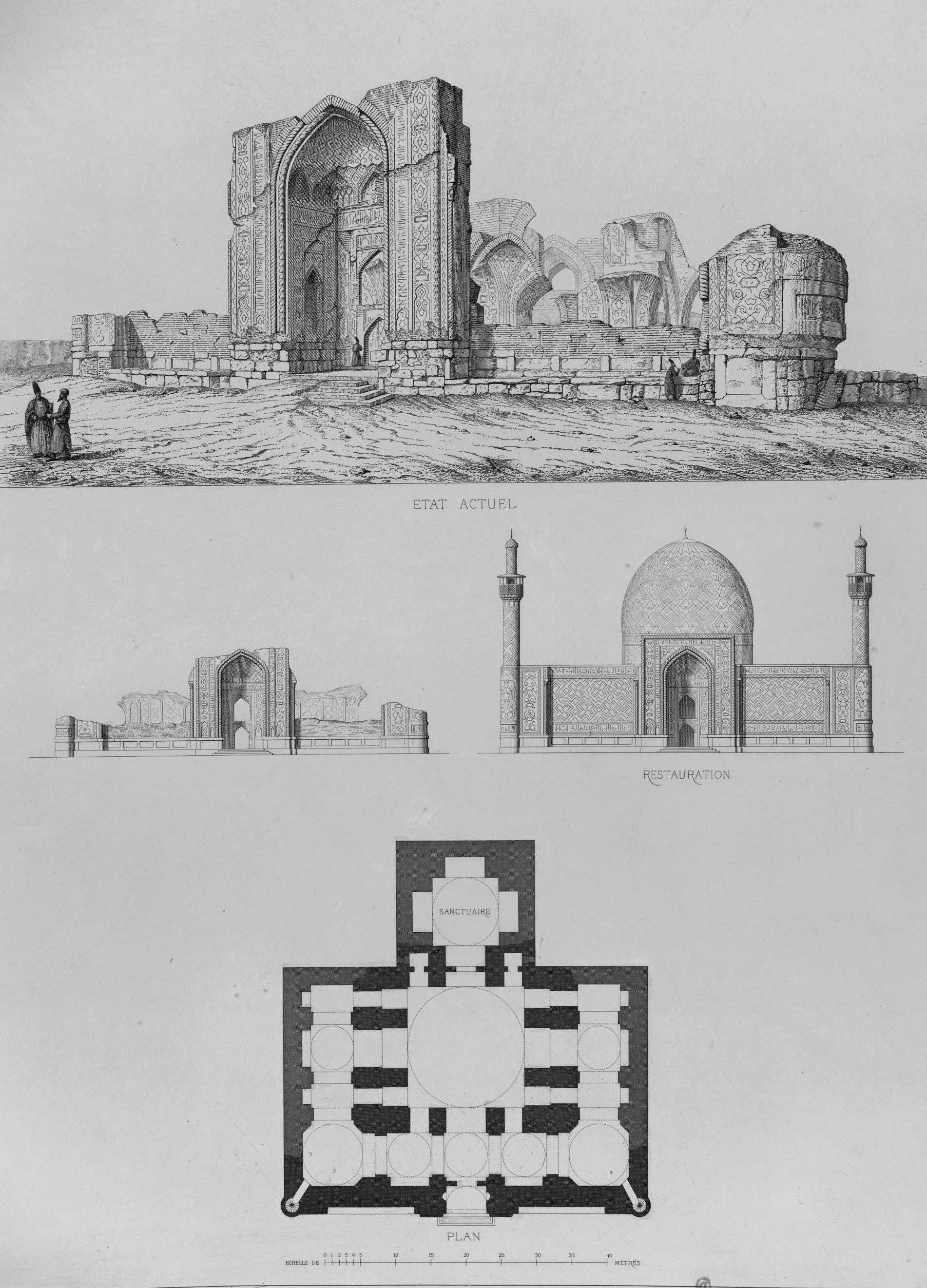
Teckning av Blå moskén från 1800-talet
Målning av Blå moskén av den franske turisten Jules Laurens 1872.
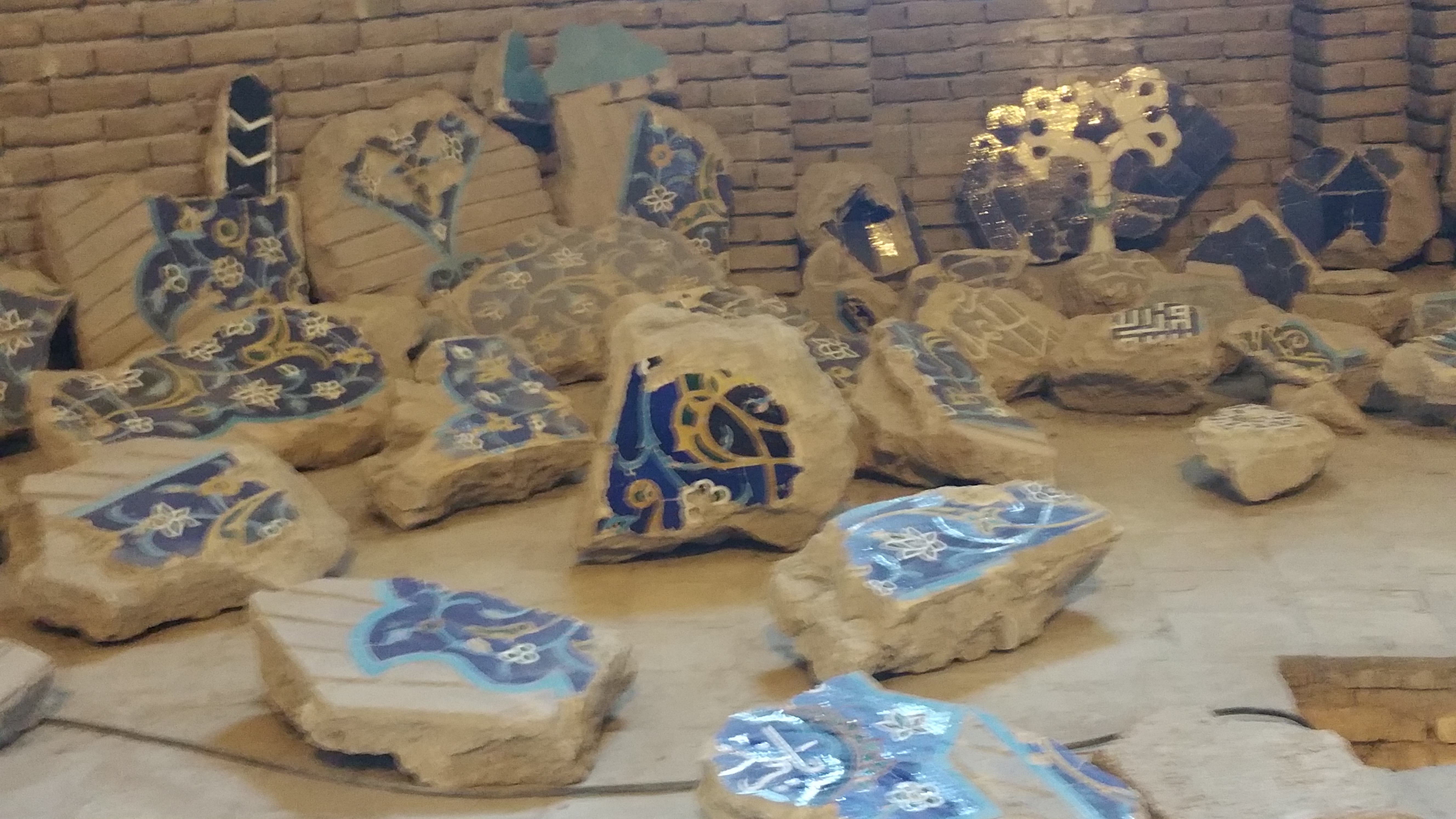
Återstod av ursprungligt kakel, som gått sönder i jordbävningen, södra shabistan ("kryptan") i moskén
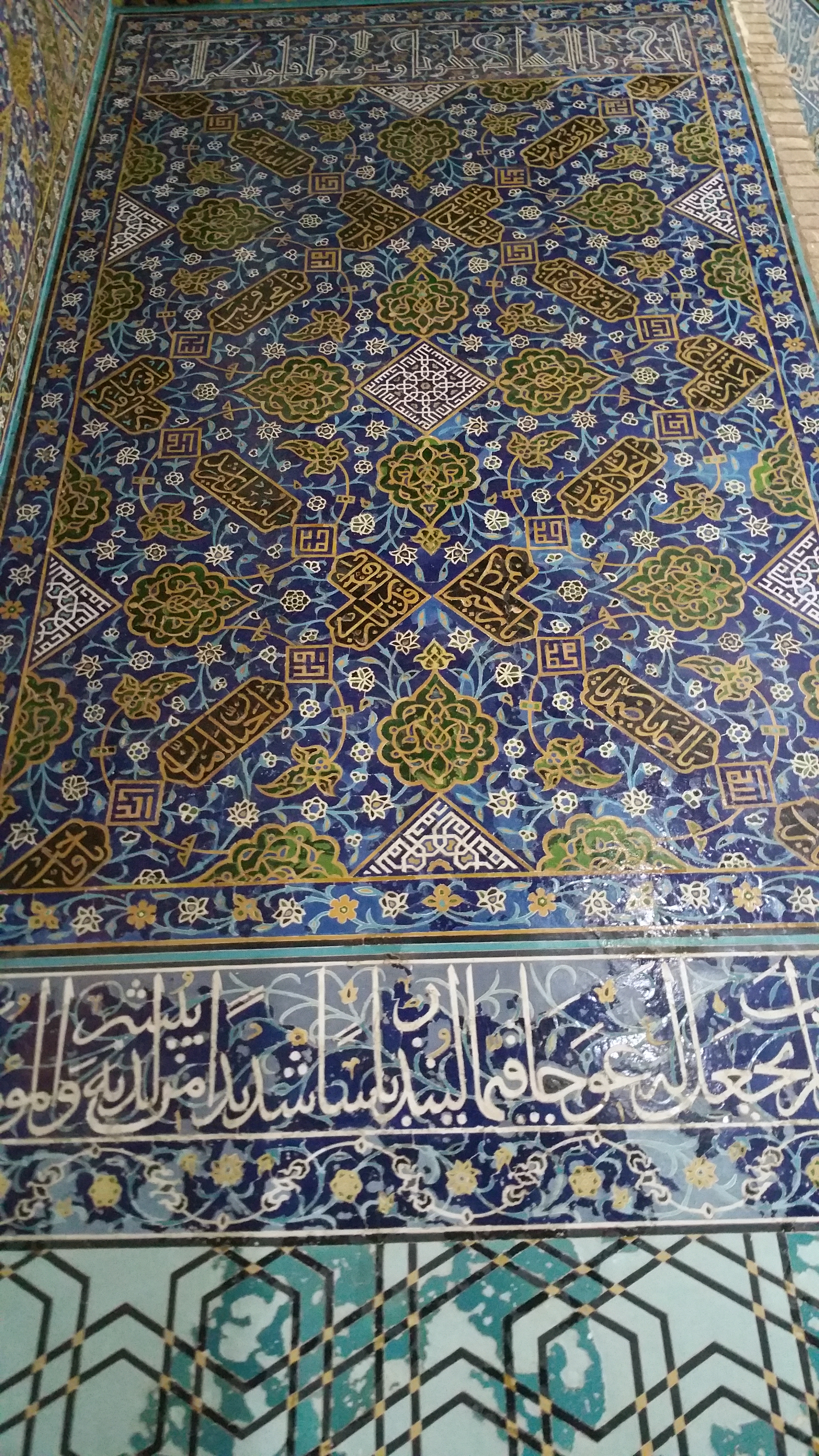
Väggkakel